# Dacryodes camerunensis
Dacryodes camerunensis är en tvåhjärtbladig växtart som beskrevs av Onana. Dacryodes camerunensis ingår i släktet Dacryodes och familjen Burseraceae. Inga underarter finns listade i Catalogue of Life.